# Castelo de La Petite-Pierre
O Château de la Petite-Pierre  é um castelo do século XIV. Localizado na comuna de La Petite-Pierre no departamento de Bas-Rhin, na região da Alsácia no leste da França.
Foi listado como monumento histórico pelo Ministério da Cultura da França desde abril de 1922.